# Amara metallescens
Amara metallescens — вид жуков, принадлежащий к роду тускляков (Amara) подсемейства Harpalinae семейства жужелиц.
Выделяется в монотипический подрод Acorius. Вид и подрод описаны К. Циммерманом в 1831 году.
Жук встречается в Португалии, Испании и Италии (включая Сардинию), а также в Северной Африке.